# Sadowne (osada leśna)
Sadowne – osada leśna Polsce, w województwie mazowieckim, w powiecie węgrowskim, w gminie Sadowne.